# Vladimír Socha
Vladimír Socha (* 1. ledna 1982 Hradec Králové) je český publicista, autor populárně naučné literatury, překladatel a zejména pak popularizátor paleontologie i přírodních věd obecně. Jeho největším zájmem jsou dlouhodobě druhohorní dinosauři.

## Biografie

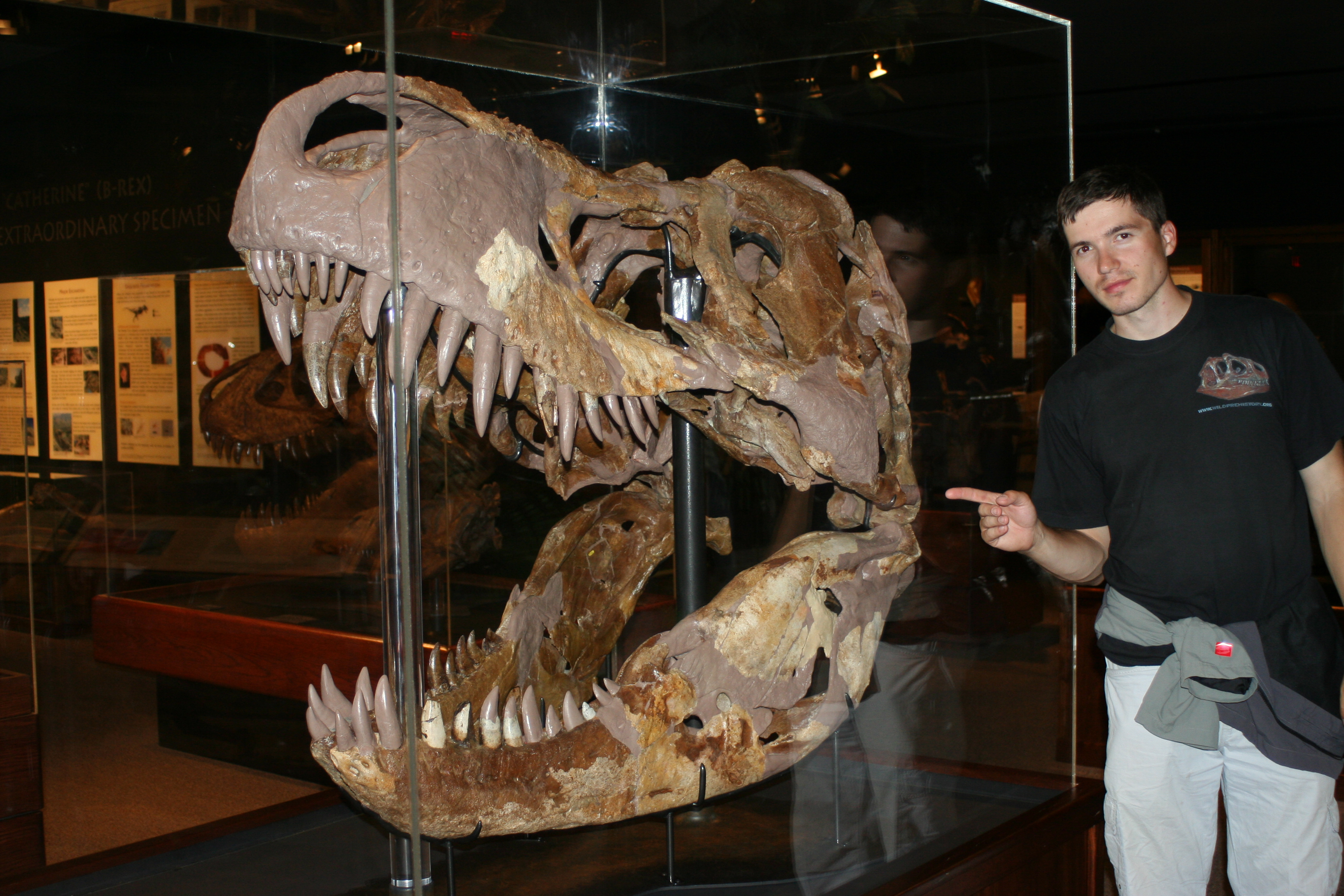
U jedné z největších lebek druhu Tyrannosaurus rex (exemplář MOR 008) v expozici instituce Museum of the Rockies, červenec 2009

Po absolvování přírodovědného gymnázia při Střední odborné škole veterinární v Kuklenách vystudoval na Pedagogické fakultě Univerzity v Hradci Králové (obory biologie a historie; absolventský ročník 2008), v lednu roku 2023 pak získal titul RNDr. na Přírodovědecké fakultě Univerzity Palackého v Olomouci.[chybí lepší zdroj] Dříve pracoval jako pedagog, v současnosti dlouhodobě působí zejména jako lektor, publicista, spisovatel a překladatel. Působí také jako kulturně-vzdělávací pracovník na Hvězdárně a planetáriu v Hradci Králové.

### Osobní život
Mezi profesní vzory Vladimíra Sochy patřil například český popularizátor přírodních věd, spisovatel a cestovatel Jaroslav Mareš (1937–2021). Vladimír Socha žije trvale v Hradci Králové a má dvě děti.

## Aktivní činnost
Pravidelně přednáší pro širokou veřejnost v různých vzdělávacích institucích ve věkovém rozpětí od dětí v mateřských školkách až po studenty Univerzit třetího věku. Přispívá články do několika populárně-naučných periodik (například tituly Příroda, 100+1 ZZ, Živá Historie ad.) a občasně vystupuje v pořadech Českého rozhlasu (Meteor, Planetárium, Leonardo) nebo ve vysílání některých televizních stanic. Účastní se tuzemských i zahraničních vědeckých konferencí a vykopávek na území Polska (Krasiejów) i jinde. V létě roku 2009 se jako dobrovolník zúčastnil vykopávek pozdně křídových dinosaurů pod vedením instituce Museum of the Rockies v americké Montaně. K roku 2025 publikoval zatím zhruba dvacet vlastních knižních titulů (z toho jedno 2. vydání) a osm brožurek o dinosaurech, pravěku a vesmíru pro děti a mládež.
Vladimír Socha příležitostně překládá některé tituly, zejména anglicky psané knihy s historickým a přírodovědným zaměřením. Jeho hlavními zájmy jsou paleontologie obratlovců, dějiny přírodních věd a historie obecně. Podílel se a podílí také na překladu a odborné korektuře různých knižních publikací, například titulů Velká kniha dinosaurů (2015) nebo Vše o dinosaurech (2018). Dříve spoluorganizoval výstavy ilustrací dinosaurů a jiných pravěkých zvířat, a to například ve spolupráci se slovenským ilustrátorem Vladimírem Rimbalou. Dále spolupracoval například také s ilustrátory Lubomírem Kupčíkem, Jiřím Svobodou nebo Petrem Modlitbou. Externě pak spolupracuje také s paleontologem Danielem Madziou, působícím ve Varšavě i v České republice (například na provozu webové stránky popularizující paleontologii Pravěk.info).

## Ocenění a úspěchy

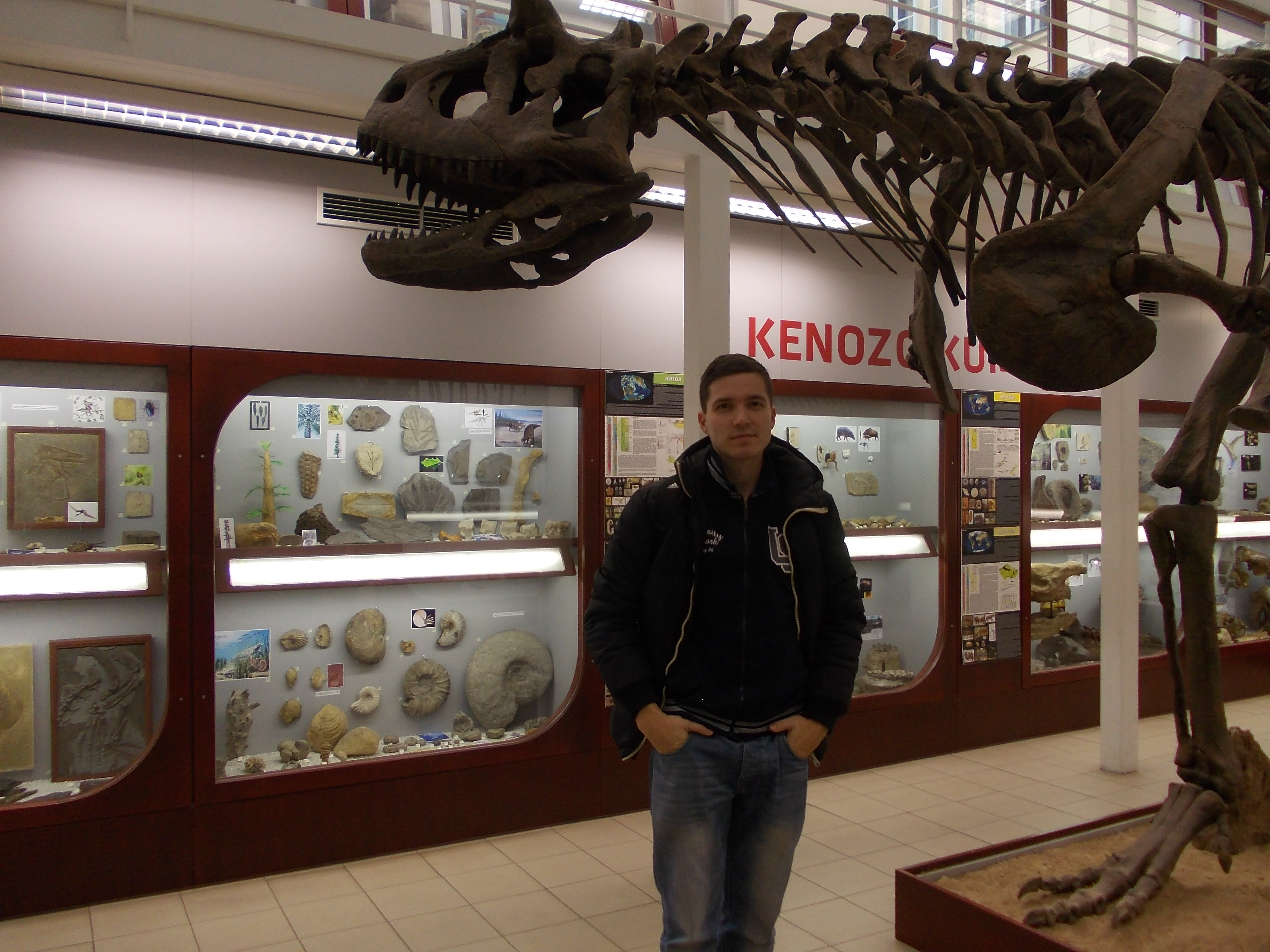
U repliky kostry argentinského teropoda druhu Carnotaurus sastrei, Chlupáčovo muzeum historie Země, 2015.

V roce 2016 byla kniha Vladimíra Sochy Neznámí dinosauři nominována na cenu Zlatá stuha v kategorii literatury pro děti a mládež. V roce 2017 pak byla webová stránka Vladimíra Sochy DinosaurusBlog nominována na cenu Magnesia Litera v kategorii Blog roku. V listopadu a prosinci roku 2018 byla vysílána zdramatizovaná rozhlasová verze knihy Poslední dny dinosaurů na Českém rozhlasu. Rozhlasová verze byla výrazně zkrácenou a zestručněnou verzí původní knihy.
V létě roku 2020 byl o Vladimíru Sochovi natočen dokumentární pořad Srdcaři, a to v rámci internetového vysílání České televize (Regionální zpravodajství). Pořad, který byl natáčen v červnu v prostorách Digitálního planetária při Hvězdárně a planetáriu v Hradci Králové a zároveň v Galerii Zdeňka Buriana v Zoologické zahradě ve Dvoře Králové nad Labem, byl publikován na internetu dne 9. srpna 2020.
Vladimír Socha se objevil také jako hlavní host v pořadu Hyde Park Civilizace dne 13. února 2021 a dne 5. srpna 2025 byl opět hostem moderátora Daniela Stacha na programu ČT24, tentokrát v pořadu 90'. V září roku 2023 se Vladimír Socha stal jednou z několika vybraných osobností v rámci 60. výročí vzniku vzdělávacího rozhlasového pořadu Meteor, v současnosti vysílaného na stanici Český rozhlas Dvojka.

## Publikace Vladimíra Sochy
- Úžasný svět dinosaurů, nakl. Triton, 2009
- Encyklopedie dinosaurů ve světle nejnovějších objevů, nakl. Libri, 2010
- Dinosauři od Pekelného potoka, nakl. Motto, 2010
- Po stopách dinosaurů, nakl. Triton, 2011
- Úžasný svět dinosaurů (2., doplněné a upravené vydání), nakl. Triton, 2012
- Podivuhodní draci (brožurka), nakl. Triton, 2013
- Objevy pod vrstvami času, nakl. Computer Press, 2014
- Pravěk v českých zemích (brožurka), nakl. Triton, 2015
- Pravěcí vládci oblohy (brožurka), nakl. Triton, 2015
- Neznámí dinosauři, nakl. Mladá fronta, 2015 (nominace na Zlatou stuhu 2016)
- Velká kniha dinosaurů, nakl. Omega, 2015 (odborná korektura a části textu o českých nálezech)
- Poslední dny dinosaurů, nakl. Radioservis, 2016
- Dinosauří rekordmani (brožurka), nakl. Triton, 2016
- Dinosauři v Čechách, nakl. Vyšehrad, 2017
- Výlet do vesmíru (brožurka), nakl. Triton, 2017
- Velké vymírání na konci křídy, nakl. Pavel Mervart, 2017
- Poslední den druhohor, nakl. Vyšehrad, 2018
- Nová cesta do pravěku, nakl. CPress, 2019
- Legenda jménem Tyrannosaurus rex, nakl. Pavel Mervart, 2019
- Dinosauři (kapesní atlas/poznávací kartičky), nakl. Bylo nebylo, 2019
- Monstra pravěkých moří (brožurka), nakl. Triton, 2019
- Pravěcí vládci Evropy, nakl. Kazda, 2020
- Homo sapiens: Příběh lidstva, nakl. Extra Publishing, 2020 (spoluautorství)
- Dinosauři – rekordy a zajímavosti, nakl. Kazda, 2021
- Největší dinosauří záhady, nakl. Euromedia Group (Universum), 2022
- Dinosauři (Získejte přehled o nových objevech z období druhohor), nakl. Czech News Center, 2022 (spoluautorství a odborná korektura)
- Obři pravěku (brožurka), nakl. Triton, 2023
- Velká kniha Sluneční Soustava, nakl. Extra Publishing, 2023 (spoluautorství)
- Tajemné Železné hory, nakl. Knihy s úsměvem, 2024 (úvodní kapitola Pravěká moře Východních Čech)
- Dinosauří mláďata (brožurka), nakl. Triton, 2024
- Průvodce světem dinosaurů (audiokniha), Supraphon, 2024[26]
- Návrat dinosaurů, nakl. Grada, 2025[27][28]